# 陈原九
陈原九，广东长乐（今广东玉华）人，是一名明朝政治人物。举人出身。
陈原九曾接替刘鉴任松江府知府一职，1379年由邓处善接任。